# Carlos Velasco Carballo
Carlos Velasco Carballo (født 16. marts 1971) er en spansk fodbolddommer fra Madrid. Han har dømt internationalt under det internationale fodboldforbund FIFA siden 2008, hvor han er indrangeret som Elite Category-dommer, der er det højeste niveau for internationale dommere.
Velasco Carballo er blandt de udtagede dommere til sommerens EM 2012 i Polen og Ukraine

## Karriere

### EM 2012
Carballo slutrunde debuterede ved EM 2012 i Polen og Ukraine, hvor han blandt andet dømte åbningskampen den 9. juni 2012:
- Polen –  Grækenland 1 - 1 (gruppespil)

## Kampe med danske hold
- Den 30. juli 2009: 3. kvalrunde i Europa League: Brøndby IF – Legia Warszawa 1-1.
- Den 18. februar 2010: 1/16-finale i Europa League: FC København – Marseille 1-3.
- Den 24. august 2011: Kvalifikation til Champions League: Viktoria Plzeň – FC København 2-1.